# Antonio Sarabia
Pour les articles homonymes, voir Sarabia.
Antonio Sarabia, né le 10 juin 1944 à Mexico et mort le 2 juin 2017 à Lisbonne (au Portugal), est un écrivain mexicain, auteur de roman policier.

## Biographie
Antonio Sarabia fait des études d'information scientifique et technique à l'université ibéro-américaine de Mexico. Il travaille à la radio et dans la publicité. En 1978, à la suite de la publication d'un recueil de ses poèmes, Tres pies al gato, il décide de se consacrer à la littérature.
En 1981, il déménage en Europe et partage sa vie entre Paris, Lisbonne et Guadalajara. En 1988, il publie son premier roman, El Alba de la Muerte, grâce auquel il est finaliste pour le prix international de New Diana.

## Œuvre

### Romans
- El Alba de la Muerte (1988)
- Amarilis (1991)
- Los Avatares del Piojo (1993)
- Banda de Moebius (1994)
- Los Convidados del Volcán (1996) Publié en français sous le titre Les Invités du volcan, Paris, Métailié, coll. « Bibliothèque hispano-américaine » (1997)  (ISBN 2-86424-239-7)
- El Cielo a Dentelladas (2000) Publié en français sous le titre Le Ciel à belles dents, Paris, Métailié, coll. « Bibliothèque hispano-américaine » (1997)  (ISBN 2-86424-393-8)
- El Retorno del Paladín (2005)
- Troya al Atardecer (2007)
- Primeras Noticias de Noela Duarte  (coécrit avec José Manuel Fajardo et José Obejero) (2008)
- Los dos espejos (2013)
- No tienes perdon de Dios Publié en français sous le titre La Femme de tes rêves[2], Paris, Métailié, coll. « Bibliothèque hispano-américaine » (2017)  (ISBN 979-10-226-0639-4)

### Recueil de poèmes
- Tres pies al gato (1978)